# Violaine Aernoudts
Violaine Aernoudts, född 23 oktober 1999 i Alençon, är en fransk roddare.
Aernoudts tävlade för Frankrike vid olympiska sommarspelen 2020 i Tokyo, där hon tillsammans med Margaux Bailleul, Marie Jacquet och Emma Lunatti slutade på nionde plats i scullerfyra.